# Chorąży (obraz)
Chorąży (niem. Der Bannerträger) – obraz autorstwa Huberta Lanzingera z lat 30. XX wieku przedstawiający Adolfa Hitlera jako rycerza.

## Historia
Podczas Kongresu Partii Rzeszy w Norymberdze w 1933 roku miasto ofiarowało Adolfowi Hitlerowi kopię grafiki Albrechta Dürera pt. Rycerz, Śmierć i diabeł. Obraz powstał około 1934–1936 roku około rok po dojściu Hitlera do władzy, jest to olej na desce (sklejce). Dzieło było eksponowane na wystawie Große Deutsche Kunstausstellung w Haus der Deutschen Kunst w Monachium w 1938 roku. Harold Steinacker, rektor Uniwersytetu w Innsbrucku, planował umieścić mozaikę bazującą na tym obrazie w auli swojego uniwersytetu. Szef kancelarii Hitlera, Philipp Bouhler uznał obraz za jeden z najlepszych portretów Hitlera, utwór był powielany na pocztówkach. W 1941 roku obraz przedrukowało czasopismo „Life” z dopiskiem: właściwie wątpliwe jest, czy Hitler kiedykolwiek jeździł konno. Obraz został uszkodzony bagnetem w rejonie twarzy Hitlera przez amerykańskiego żołnierza.
Po II wojnie światowej obraz przejęły Stany Zjednoczone, obecnie znajduje się on w posiadaniu United States Army Center of Military History. Współcześnie był eksponowany na wystawie w berlińskim Starym Muzeum w 1999 roku oraz w Niemieckim Muzeum Historycznym w 2007 roku.
W 2012 roku chiński malarz Yan Pei-Ming namalował obraz pt. Hitler, d’après Hubert Lanzinger, inspirowany obrazem Lanzingera.

## Interpretacja
Adolf Hitler został przedstawiony z surowym wyrazem twarzy jako współczesny, choć jednak mityczny biały rycerz na koniu ciemnej maści w średniowiecznej lśniącej zbroi w nawiązaniu do rycerza z grafiki Albrechta Dürera, może też wzbudzać skojarzenia z rycerzem zakonu krzyżackiego bądź Joanną d’Arc. Dzierży flagę III Rzeszy. Jego postawa niemieckiego artysty-żołnierza ma sugerować, że zjednoczy on naród w przyszłości, przywiedzie go do zwycięstwa.